# Roman Šťástka
Roman Šťástka (* 25. března 1974) je bývalý český fotbalista, obránce.

## Fotbalová kariéra
V československé a české lize hrál za FC Baník Ostrava a FC Svit Zlín. Nastoupil celkem v 8 zápasech v československé a 17 utkáních v české lize. Ve druhé lize hrál za NH Ostrava, nastoupil ve 12 utkáních a dal 1 gól. V nižších soutěžích hrál v Německu za 1. FC Magdeburg a SV Meppen.

## Ligová bilance
| Ročník                          | Zápasy | Góly | Klub             |
| ------------------------------- | ------ | ---- | ---------------- |
| 1. česká fotbalová liga 1993/94 | 2      | 0    | FC Baník Ostrava |
| 1. česká fotbalová liga 1994/95 | 8      | 0    | FC Svit Zlín     |
| 1. česká fotbalová liga 1995/96 | 7      | 0    | FC Svit Zlín     |
| CELKEM                          | 25     | 0    |                  |